# Celitas
Celitas o alexianos es el nombre de una congregación de religiosos hospitalarios, que hoy tienen casas en Alemania y en los Estados Unidos. 
Su fundador se llamaba Meccio y por esta razón se conocen en Italia bajo el nombre de medaños. Siguen la regla de San Agustín. Su instituto fue aprobado por Pío II, hacia el año 1460 más existían hacía ya más de un siglo. Se ocupan en cuidar a los enfermos y con especialidad a los que son atacados de enfermedades contagiosas tales como la peste. Vigilan y sirven a los dementes, entierran los muertos, etc. Tienen mucha relación con los hermanos de la caridad.
Los verdaderos motivos de esta institución fueron los estragos enormes de la enfermedad contagiosa que reinó el año 1348 y siguientes que asoló Italia, España, Francia, Inglaterra, Alemania y los países del Norte. Se llamaba la peste negra y concedió indulgencias Clemente VI a todos aquellos que prestasen a los apestados auxilios espirituales o temporales. 
Mosheim observa que los celitas fueron también llamados Lolardos mas no se les debe confundir con muchas sectas de hipócritas que también se llamaron así después. 